# 中部內陸高速公路
中部內陸高速公路（：／ Jungbu Naeryuk gosokdoro */?），是連接韓國慶尚南道昌原市和京畿道楊平郡的一條高速公路。
2001年8月24日内西JCT-玄風JCT間併入本路線。